# Joaquim Espuny
Joaquim Espuny (Tortosa, 1967) és un escultor i ceramista català. Màster en Estudis Avançats en Història de l'Art i Premi Extraordinari de Grau en Belles Arts per la Universitat de Barcelona. Màster Universitari en Producció i Comunicació Cultural per la Universitat Ramon Llull. Postgrau en Gestió Museística per la Universitat Pompeu Fabra.
El seu treball defuig de la limitació lligada a la tècnica i s'endinsa en el concepte ampli i global de la creació de volum. Núria Gil, investigadora i gestora cultural, afirma: "Joaquim Espuny ha caminat per la ceràmica, deixant petjades que convergeixen alhora cap a l'escultura. Aquestes filigranes escultòriques ens aporten una poètica que sorgeix dels elements de cristall sobre la terra refractària, ens apareixen formes que juguen amb la gravetat, contrastos que es conformen amb conjugacions estables, volums i materials que ens apropen a la ceràmica històrica". Els materials emprats en les obres són, essencialment, terres refractàries i gres porcellànic que li serveixen per investigar formes i textures. Gil manifesta al respecte: "L'argila i el refractari, els esmalts de cendra, les engalbes, el ferro, els cables d'acer o el fang roig, erosionats pel pas del temps i les inclemències, l'aigua i el vent, se'ns presenten com a elements càlids i acollidors, símbols de la memòria que Espuny recupera".
L'historiador de l'art i comissari Antonio Salcedo considera que Espuny és "essencialment un escultor que utilitza els procediments ceràmics com a mitjà". Per la seva part Josep Miquel Garcia, comissari i director de la Fundació "Apel·les Fenosa", descriu: "L'obra de Joaquim Espuny s'insereix en aquest món complex de l'escultura orgànica a l'empara d'una proximitat del món dimensional de l'objecte. […] Espuny configura un món de volumetries oníriques que s'afaiçonen com a properes al món vegetal i mineral, com una volumetria d'ossos o de figures metamòrfiques. S'esdevenen com una orografia natural que pren la forma d'una geografia de somnis on perviu el mètode de Breton o de Caillois, quan consideren que la troballa d'objectes a la naturalesa resulta, en si, un acte de creativitat".
Les seves peces han recollit diferents premis –entre altres, Accèssit al 34 Premi "Julio Antonio" d'Escultura del Museu d'Art Modern de Tarragona, Menció Especial al XIII Concurso Nacional "Ciudad de Valladolid", Primer Premi al 21 Concurs Internacional de Ceràmica de l'Alcora (Castelló), Premi "Pujol i Bausis" a l'11 Biennal "Angelina Alós" d'Esplugues (Barcelona)– i han estat exposades a diferents museus i galeries de ciutats com ara Barcelona, Madrid, Còrdova, Saragossa, Reus, Manises o Aveiro (Portugal).